# Экономика Самары

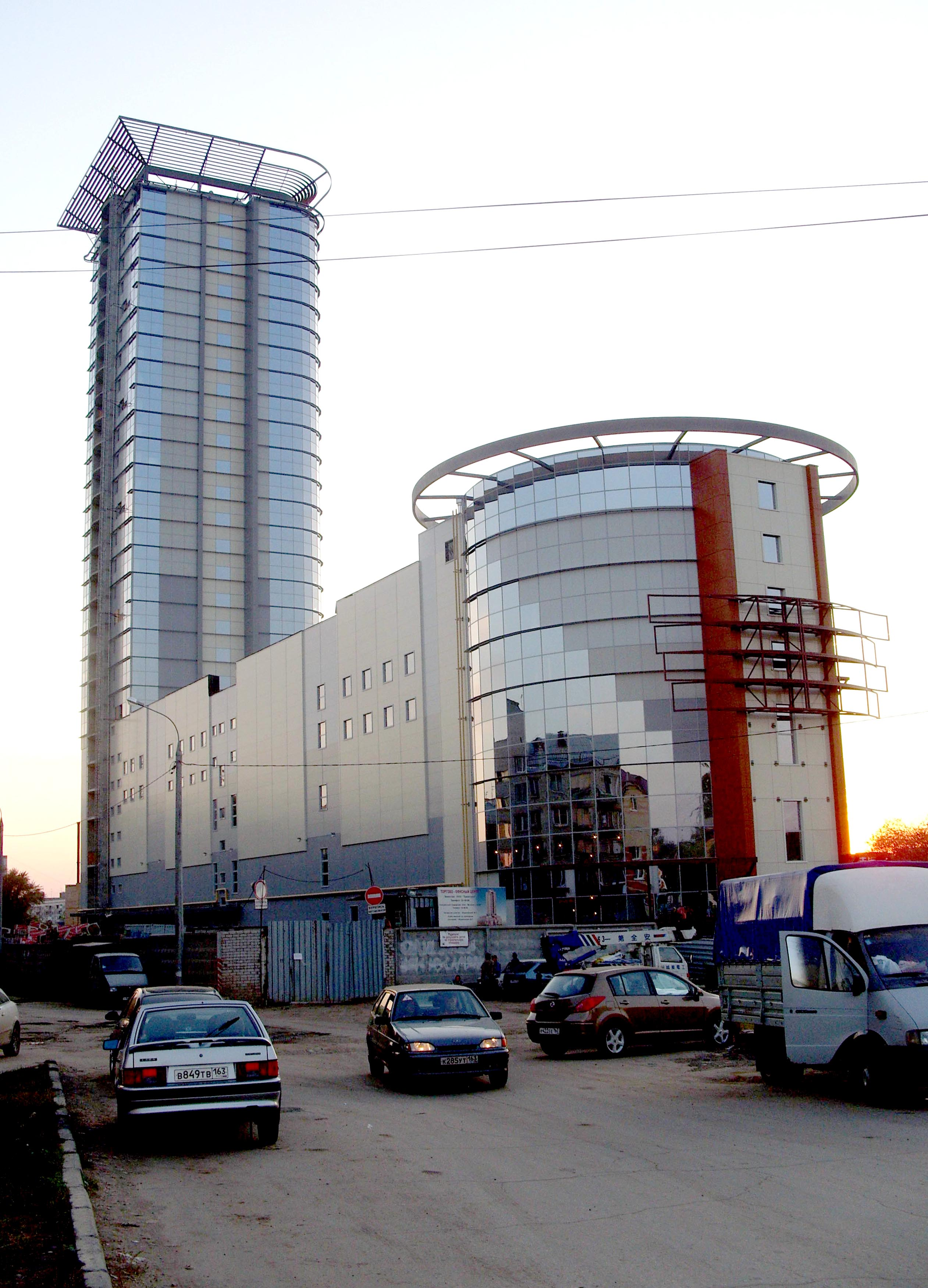
ТЦ «Вертикаль» в Самаре, один из многих торговых центров города

Самара — одним из основных видов экономической деятельности одного из крупнейших промышленных и деловых центров России является промышленность.

## История

### Купеческая Самара
C самого начала основания в 1586 году Самара стала пунктом перевалочной торговли по водному волжскому пути и сухопутному среднеазиатскому через степи. Вся экономическая жизнь XVII—XVIII веков вращалась вокруг транзитной торговли. В XVIII веке в Самарском крае появляются первые мануфактуры, но преимущественно в помещичьих владениях, где использовался труд крепостных крестьян. Это были винокуренные, текстильные, кожевенные, салотопенные и другие предприятия.
По объему торговли в XVIII веке Самара уступала ближайшим поволжским городам: Саратову, Сызрани, Симбирску. Торговая жизнь не отличалась активностью и в начале XIX века. В городе существовало не более 10 лавок. К моменту учреждения Самарской губернии в 1851 году в городе числилось 8 купцов второй гильдии и 327 — третьей. Образование крупнейшей в Среднем Поволжье Самарской губернии создало благоприятные условия для торгово-промышленного развития.
Долгое время купечество, как социальный слой, занимающийся торговлей и предпринимательством, был малоизвестен, а оценка деятельности купцов проявлялась негативно. Однако именно эти люди сыграли большую роль в хозяйственном и культурном развитии Самары и Самарской Губернии. До сегодняшнего дня в городе работают промышленные предприятия и больницы, построенные на деньги таких самарских купцов, как: Субботина, Зворыкина, Кеницера, Плешанова, Шихобалова, Аржанова, Константинова, Соколова.

### Экономика в период ВОВ
см. Великая Отечественная война
- Безымянка (район)

## Промышленность
Одним из основных видов экономической деятельности городского округа является промышленность.
Самара является крупным центром машиностроения и металлообработки, пищевой, а также космической и авиационной промышленности. В городе работают более 150 крупных и средних промышленных предприятий. 
В Самаре производится 1/4 всех российских подшипников и 2/3 всех выпускаемых в России кабелей связи (см. Волгакабель).
В 2007 году наблюдалась положительная динамика промышленного производства. Прирост промышленного производства городского округа Самара в физическом объёме составил 106 % к уровню 2006 года.

В январе — июне 2008 года индекс физического объёма промышленного производства к уровню соответствующего периода 2007 года в действующих ценах составил 117,3 %.

Объём отгружённых товаров собственного производства, выполнено работ и услуг собственными силами обрабатывающего производства за 2017 год — 236,0 млрд рублей.
В отрасли промышленного производства города наибольшие объёмы отгруженной продукции имеют:
- производство машин и электрооборудования, транспортных средств — 43,5 %;
- производство пищевых продуктов, включая напитки — 21,8 %;
- металлургическое производство и производство готовых металлических изделий — 19,9 %;
- производство продуктов нефтепереработки — 6,7 %;
- кондитерская фабрика «Россия».

Среди наиболее известных предприятий Самары, чей трудовой вклад отмечен на Аллее трудовой славы города, следующие:
- Завод имени Тарасова (ранее — КАТЭК)
- Авиаагрегат (Самара) (ранее — Куйбышевское агрегатное производственное объединение)
- Ракетно-космический центр «Прогресс» (ранее — Завод «Прогресс»)
- авиационный завод Авиакор
- завод «Металлист»
- Волгакабель (ранее — Завод «Куйбышевкабель»)
- Старт (завод, Самара) (ранее — Завод аэродромного оборудования)
- 9 ГПЗ
- Кузнецов (компания) (ранее — Моторостроительное объединение им. М. Фрунзе)
- Самарский металлургический завод

Одно из крупнейших предприятий по производству железобетонных изделий ООО «ЖБИ-Поволжье».
Крупные бывшие предприятия города: Завод им. Масленникова, подшипниковый завод ГПЗ-4, Волгакабель.

## Крупнейшие предприятия
- «РКЦ Прогресс»
- «ОДК-Кузнецов»
- «Салют-Самара»
- «Металлист-Самара»
- «Авиаагрегат» (Самара)
- «Авиакор»
- «Гидроавтоматика-Самара»
- «Старт» (Самара)
- «Электрощит-Самара»
- «Арконик СМЗ»
- «Куйбышевский НПЗ»
- «Волгабурмаш»
- «Самарский Стройфарфор»
- «Самаракабель»
- «СЭМЗ»
- «Самаранефтегаз»
- «Газпром трансгаз Самара»
- «Самарская Сетевая Компания»
- «Самараэнерго»
- «СамараТрансСтрой»
- Кондитерская фабрика «Россия»
- «Самарский БКК»
- «Жигулёвский пивоваренный завод»
- «Балтика-Самара»
- «Самаралакто-Данон»
- «Кока-Кола ЭйчБиСи Евразия»
- «ПепсиКо Холдингс»

## Финансовые услуги
В городе действуют филиалы крупнейших российских и зарубежных коммерческих банков: Сбербанк, ВТБ 24, Россельхозбанк, Альфа-банк, Ак Барс банк, Балтийский Банк, Райффайзенбанк, банк «Русский стандарт», ОАО «СМП Банк», Почта банк и др. Всего насчитывается около 80 банков и их филиалов. Среди российских банков отдельное место занимают организации, учреждённые в самой Самаре и Самарской области, Русфинанс Банк, АвтоВАЗбанк, «Солидарность»).

## Торговля

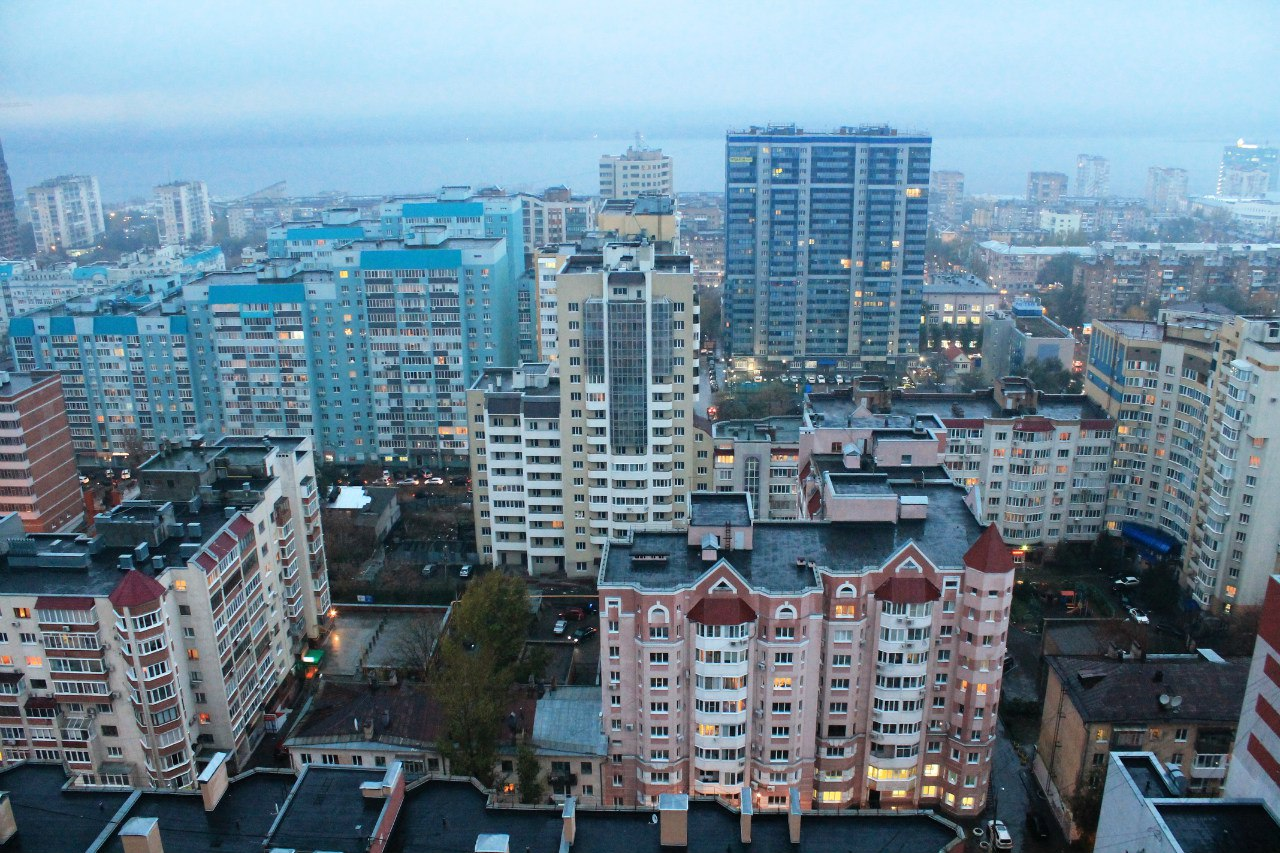
Новая застройка в Ленинском районе города

Сеть торговых предприятий города насчитывает около 5 тыс. объектов. По состоянию на июнь 2008 года в Самаре 39 рынков, 68 торговых центров, 674 продовольственных магазина и 924 павильона мелкорозничной сети.
Ежегодно для организации осенней торговли в каждом районе города проводятся сельскохозяйственные ярмарки: отводятся участки, где осуществляется сезонная торговля бахчевыми культурами, квасом, мороженым, прохладительными напитками и другими товарами.
За период с 2000 по 2005 год количество предприятий розничной торговли увеличилось на 670 единиц. На 1 января 2006 года торговая сеть Самары насчитывала 4091 единицу стационарных предприятий розничной торговли и мини-магазинов. Обеспеченность населения более чем высокая — 182,7 %, в том числе: по продовольственной группе — 208,3 %, по непродовольственной — 168,5 %. Активно развиваются крупные торговые центры.
В 2007 году оборот розничной торговли по сравнению с 2006 годом увеличился в физическом объёме на 12,5 % и составил 134,8 млрд рублей. Ожидалось, что в 2008 году данный показатель в физическом объёме увеличится по сравнению с 2007 годом на 14,5 % и составит 172,7 млрд рублей. Реально же рост в 2008 году составил 14,7 %.
| Год    | 2005 | 2006  | 2007  | 2011  |
| ------ | ---- | ----- | ----- | ----- |
| Оборот | 96,0 | 112,2 | 134,8 | 219,0 |

В городе действуют такие федеральные сети как «Перекрёсток», «Магнит», «Пятёрочка», «Эльдорадо», «Техносила», «Эксперт», «М.видео», «Спортмастер», «Юлмарт». Открыты гипермаркеты METRO, «Ашан», «Карусель», Castorama, Media Markt, Leroy Merlin, IKEA, «Лента».

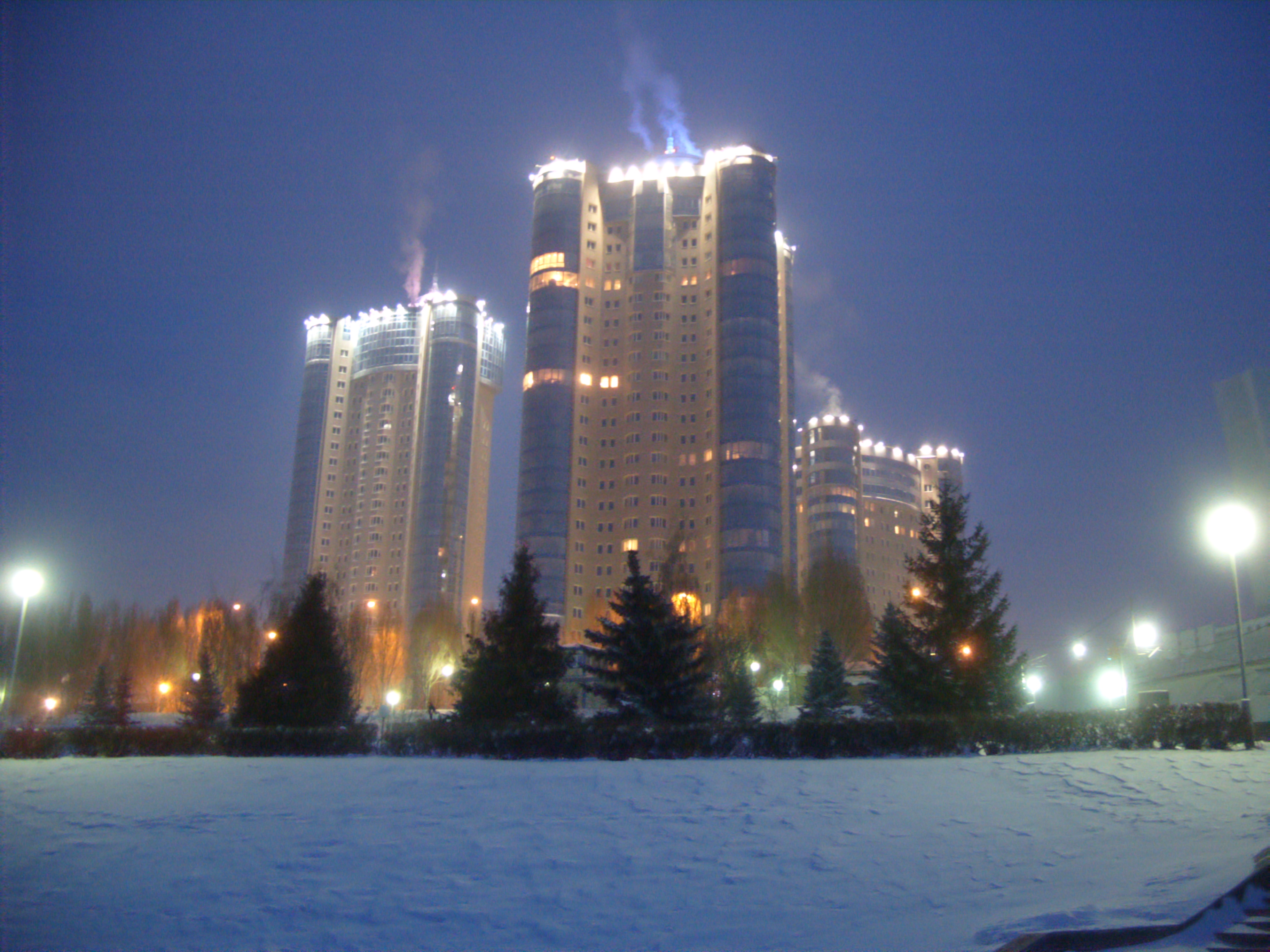
Жилой комплекс «Ладья» на берегу Волги

## Строительство и ЖКХ
Жилищный фонд Самары на 1 января 2004 года, по данным Самарского филиала ФГУП «Ростехинвентаризация», составляет 23 459,6 тыс. м² общей площади квартир, средняя жилищная обеспеченность — 20,7 м² общей площади на одного человека. На 1 января 2006 года — 24 031,8 тыс. м² и 21,0 м²/чел.
За 2007 год в Самаре было введено в эксплуатацию около 600 тыс. м² жилых помещений, в том числе 85 тыс. м² индивидуального жилищного строительства. Было введено 140 тыс. м² специализированных качественных торговых площадей. К концу года общая площадь торговых центров в Самаре составила около 720 тыс. м².
Динамика рыночных цен на жильё:
- за период с 2000 года по 2004 год рыночная цена за 1 м² общей площади квартир выросла в 1,6 раза по первичному рынку и в 2 раза по вторичному рынку,
- за 9 месяцев 2005 года произошло повышение рыночных цен на 12 % и 23 % соответственно,
- в 2006 году повышение рыночных цен составило 80—100 %[10].

С 2017 года крупнейшим оператором в городе управляющих организаций ЖКХ является московская инвестиционная группа АО «Домком Инвест», которая скупила шесть управляющих компаний Самары: крупнейшую в городе ООО «Жилищно-коммунальная система» (в прошлом ЗАО «ПТС-Сервис»), ее тезку – ООО «ЖКС», ООО «Жилищник», ООО «УО «Коммунальник», ООО «УЖКК» и ООО «Куйбышевский ПЖРТ».

## Экономические показатели
В 2007 году уровень инфляции на потребительском рынке превысил прошлогодний уровень на 3,2 пункта и составил 111,9 % (декабрь 2007 года к декабрю 2006 года).
В 2007 году объём инвестиций в основной капитал увеличился относительно 2006 года на 22,4 % (в сопоставимых ценах) и составил 42,9 млрд рублей. По данному показателю Самара входит в пятёрку крупнейших городов России, опережая такие крупные города, как Нижний Новгород, Челябинск, Омск и Волгоград.
Номинальная начисленная заработная плата на одного занятого в экономике в 2007 году увеличилась по сравнению с 2006 годом на 26,7 %, реальная заработная — на 16 %. По итогам 2008 г. среднемесячная заработная плата работников всех категорий (рассчитанная как отношение общего фонда начисленной заработной платы к численности работников списочного состава) увеличилась на 40 % по сравнению с уровнем оплаты труда, сложившегося в 2007 году.
| Год              | 2006     | 2007     | 2008       | 2009       | 2011       | 2012       | 2013       | 2014       | 2015       | 2016       | 2017       | 2018       |
| ---------------- | -------- | -------- | ---------- | ---------- | ---------- | ---------- | ---------- | ---------- | ---------- | ---------- | ---------- | ---------- |
| Доходная часть   | 9024,142 | 8695,911 | 11 303,634 | 12 913,621 | 17 257,141 | 20 435,278 | 21 874,950 | 23 503,789 | 21 551,072 | 23 793,238 | 26 353,543 | 26 467,515 |
| Расходная часть  | 9661,085 | 9466,466 | 12 320,287 | 14 571,005 | 18 932,561 | 21 639,651 | 23 051,435 | 23 889,730 | 22 749,704 | 23 727,581 | 27 636,091 | 25 641,039 |
| Профицит/дефицит | −636,943 | −770,555 | −1016,653  | −1657,384  | −1675,420  | -1204,373  | -1176,485  | -385,941   | -1198,632  | 65,657     | -1283,448  | 8 264,76   |

| Наименование показателя                                       | 2007 год | 1 полугодие 2008 года | 2011 год |
| ------------------------------------------------------------- | -------- | --------------------- | -------- |
| Индекс физического объёма производства промышленной продукции | 106,0    | 100,6                 | 104,7    |
| Сводный индекс потребительских цен на товары и платные услуги | 111,9    | 108,7                 | 105,7    |
| Инвестиции в основной капитал                                 | 125,6    | 89,0                  | 109,12   |
| Введено общей площади жилых домов                             | 267      | 66,3                  | 126,8    |
| Оборот розничной торговли                                     | 112,5    | 117,2                 | 100,52   |
| Сальдированный финансовый результат (прибыль-убыток)          | 227,0    | 200                   | 126,3    |
| Численность зарегистрированных безработных                    | 107      | 66,1                  | 70       |
| Номинальная начисленная заработная плата                      | 124,4    | 123,4                 | 112,2    |